# Dröm (kaka)

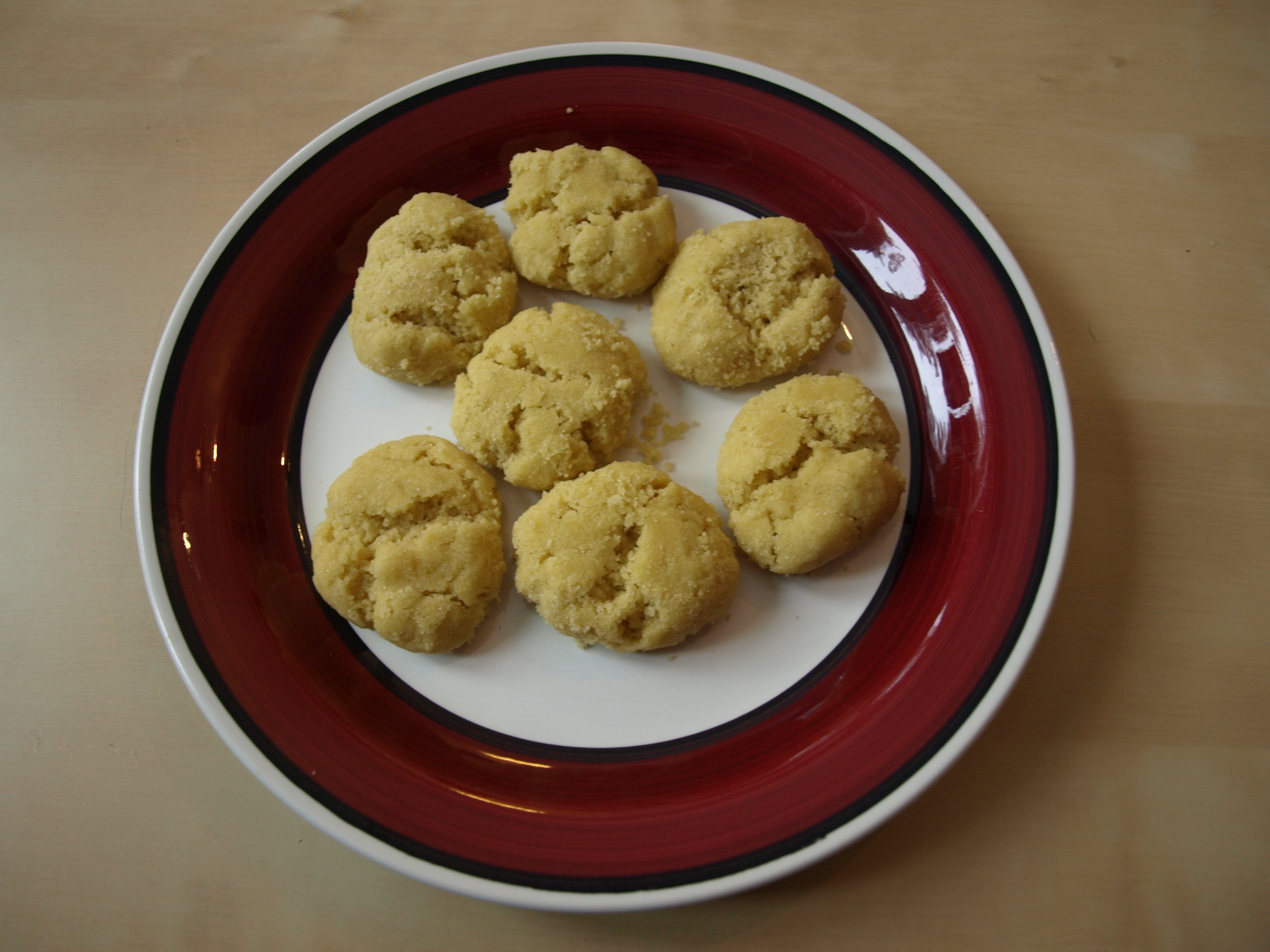
Drömmar på en tallrik

Drömmar är en typ av småkakor som är spröda och smuliga. Drömmar är oftast ljusa och smakar vanilj, men andra varianter finns, såsom chokladdrömmar. Kakorna görs på mördeg med hjorthornssalt. Det är det saltet som gör kakan full med små luftbubblor och ger dem dess speciella konsistens och smak.
Drömmar brukar ingå i sju sorters kakor.
Ökensand är en variant som bakas med brynt smör.